# Vladimir Samsonov
Vladimir Samsonov (Russisch: Владимир Самсонов, Wit-Russisch: Уладзімір Самсонаў, Oeladzimir Samsonaw) (Minsk, 17 april 1976) is een Wit-Russisch tafeltennisser. Vladimir Samsonov is de Russische spelling van zijn naam, waarmee hij bekend is geworden en gebleven. Samsonov viel sinds januari 2001 nooit buiten de top tien van de ITTF-wereldranglijst, met een piek in november 2001 toen hij tweede stond.
Hij werd in 2005 de tweede speler in de geschiedenis die driemaal het Europees kampioenschap enkelspel won, na Mikael Appelgren. Drie jaar later speelde hij als eerste man ooit een vierde enkelspelfinale op het EK.

Ook bereikte Samsonov van 1997 tot en met 2009 elf keer de finale van de Europese Top-12, wat voor hem alleen Jan-Ove Waldner presteerde. Met vier toernooizeges op dit evenement staat hij derde (sinds Timo Boll in 2010 voor de vijfde keer won), waar Waldner zeven keer deze titel behaalde. Samsonov won in 2009 voor de derde keer de World Cup. Hij was de tweede speler in de geschiedenis die dit lukte, na Ma Lin.

## Biografie
Als 6-jarig jongetje liep Vladimir een sporthal in Minsk binnen waar een tafeltennisvereniging aan het trainen was. Twee maanden later, inmiddels 7, deed Vladi (zoals hij genoemd wordt) aan zijn eerste toernooi mee waar geen van de aanwezige coaches geloofde dat de jongen pas 2 maanden speelde.
Hij werd als jongste speler toegelaten tot de tafeltennisschool van Dynamo Minsk en ging als 11-jarige naar het EK voor kadetten (t/m 15) en werd 3e. In 1989 kwam hij terug en won. Vladi was nog steeds slechts 2 turven hoog maar daar zou verandering in komen.
Sponsoren zagen de progressie van Samsonov ook en al op 14-jarige leeftijd kreeg hij een lucratief sponsorcontract. Voor hem en zijn familie was het duidelijk, hij werd tafeltennis professional.
Bij zijn laatste optreden op de Europese kampioenschappen voor kadetten t/m 15 herkende nauwelijks iemand van de aanwezigen de lange slungel uit Wit-Rusland. Hij was gegroeid, en hoe! Onwennig en houterig met voor zijn gevoel te lange armen en benen kwam Vladi tot aan de halve finale die hij verloor van Sascha Kärstner, later een van zijn beste vrienden. Er was weinig meer over van de vloeiende snelle jongen uit Minsk. Althans, dat dacht men.
Niet lang daarna werd Samsonov benaderd door Tibhar die het sponsorcontract overnam en de jongen onderbracht bij het tafeltennis internaat in Heidelberg Duitsland om in de Duitse competitie te spelen en te trainen. Daar kwamen onder leiding van Mario Amizic (nog steeds zijn huidige coach) de zaken in een stroomversnelling en die zomer werd Vladimir als 15-jarige Europees Jeugd kampioen (t/m 17).
Niet lang daarna werd Vladi opgenomen in het Bundesliga team van Bayern München waar hij in contact kwam met de Duitse top. Inmiddels had heel Duitsland gehoord van het Wit-Russische jongetje met het uitzonderlijke talent en al gauw werd hij opgenomen in de trainingssessies van het Nationale team van Duitsland, Wit-Rusland was er immers niet meer. Later zou hij toch voor Wit-Rusland uitkomen.
In 1993 won hij zijn 4e achtereenvolgende gouden medaille op het EK en verliet hij de junioren als meest succesvolle junior ooit met in het totaal 17 medailles in de diverse categorieën.
In zijn professionele carrière kende het talent vele overwinningen echter een belangrijke ontbreekt nog steeds en daar is Samsonov misschien wel het bekendst om; hij staat bekend als de beste speler die nog nooit wereldkampioen was. Hij kwam het dichtst bij de wereldtitel in 1997, toen hij tweede werd. Hij speelde van 2000 tot 2008 bij de Belgische club La Villette Charleroi en eerder bij onder meer Borussia Düsseldorf (waarmee hij in 1995 de ETTU Cup won) in de Bundesliga. Hij kwam in 2008/09 uit voor het Spaanse CTM Cajagranada, het eerste team waarmee hij niet de finale van de European Champions League haalde sinds het bestaan daarvan. Vanaf 2009/10 komt uit hij voor het Russische Orenburg Gazprom, dat hetzelfde jaar met Samsonov in de gelederen als eerste Russische club ooit de ETTU Cup won.

## Belangrijkste overwinningen
*Single-evenementen tenzij anders vermeld
- Winnaar World Cup 1999, 2001 en 2009
- Winnaar Europa Top-12 1998, 1999, 2001 en 2007, verliezend finalist in 1997, 2002, 2003, 2005, 2008, 2009 en 2010
- Winnaar Europese kampioenschappen tafeltennis enkelspel 1998, 2003 en 2005 (verliezend finalist in 2007 en 2008)
- Winnaar Europese kampioenschappen tafeltennis dubbelspel 1998 (met Jörg Roßkopf), verliezend finalist in 2005 (met Kalinikos Kreanga)
- Winnaar Europese kampioenschappen tafeltennis gemengd dubbel 1996 (met Krisztina Tóth)
- Winnaar Europese kampioenschappen tafeltennis teams 2003
  - ITTF Pro Tour:
- Winnaar Marokko Open 2009 en 2010
- Winnaar Koeweit Open 2008
- Winnaar Slovenië Open 2008
- Winnaar Taiwan Open 2007
- Winnaar Chili Open 2006
- Winnaar Rusland Open 2005
- Winnaar Brazilië Open 2004
- Winnaar Qatar Open 2003, 2015
- Winnaar Duits Open 2001 en 2005
- Winnaar Japan Open 1999
- Winnaar Kroatië Open 1998, 1999, 2000, 2005 en 2006
- Winnaar ITTF Pro Tour Grand Finals 1997
- Winnaar Zweedse Open 1997
- Winnaar Oostenrijkse Open 1997 (dubbelspel)
- Winnaar Italië Open 1996

- International Standard Name Identifier: 0000 0001 1266 4275
- Nationale Bibliotheek van Polen: a0000001994303